# Neuapostolische Kirche Siegendorf
Die Neuapostolische Kirche Siegendorf steht in der Eisenstädterstraße Ecke Dammstraße in der Marktgemeinde Siegendorf im Bezirk Eisenstadt-Umgebung im Burgenland.

## Geschichte
Die Kirche wurde 2005/2006 nach den Plänen des Architekten Helmut Hasendorfer erbaut und am 10. September 2006 durch den Bezirksapostel Armin Studer geweiht.

## Architektur
Der streng symmetrische dreiteilige Kirchenbau hat mittig den Saalraum und seitlich die Räume eines Pfarrzentrums. Die Ausrichtung der Kirche liegt in der Diagonale des Grundstückes, das Eingangsportal befindet sich an der Ecke der Straßenkreuzung. Der großzügige Vorplatz ist überdacht.
Das Kircheninnere zeigt nach einem Foyer einen Kirchenraum mit 72 Sitzplätzen. Das rechte Seitenschiff beinhaltet einen Jugendraum und ein Amtszimmer und das linke Seitenschiff einen Kinderraum und eine Nebenzone. Im Altarbereich sind die Seitenwände als Fixverglasung ausgeführt, was eine beobachtende Teilnahme der Jugend und Kinder ermöglicht. Die Eingangswand zwischen Foyer und Kirchenraum wurde mit Birkenholzpaneelen verkleidet, auch die zwei Kirchenbankblöcke sind aus Birkenholz gemacht. Die Lichtführung des Kirchenraumes erfolgt an beiden Seiten durch mehrere Oberlichtfenster.